# Euxoa olympica
Euxoa olympica är en fjärilsart som beskrevs av Tuleschkov 1951. Euxoa olympica ingår i släktet Euxoa och familjen nattflyn. Inga underarter finns listade i Catalogue of Life.